# Echinoclathria digitata
Echinoclathria digitata är en svampdjursart som först beskrevs av Lendenfeld 1888.  Echinoclathria digitata ingår i släktet Echinoclathria och familjen Microcionidae. Inga underarter finns listade i Catalogue of Life.